# Penelope ortoni
La pava del Baudó (Penelope ortoni), también conocida como pava de Orton, pava ronca, pava de monte, pava de cola verde, pava del Chocó y pava guinga es una especie de ave galliforme de la familia Cracidae que habita en el bosque húmedo tropical del litoral Pacífico en Panamá y la Cordillera Occidental, en el oeste de Colombia y Ecuador, entre los 100 y 1.550 m s. n. m. No se conocen subespecies.

## Descripción
Mide entre 58 y 66 cm de longitud. El plumaje es pardo obscuro bronceado en el dorso y el copete; castaño grisáceo en la cabeza y el cuello; con bordes blancuzcos finos en el pecho. Presenta una garganta roja desnuda, anillo periocular ancho y azul, pico color marfil y patas rojas.